# Конденсація

Переходи між агрегатними станами

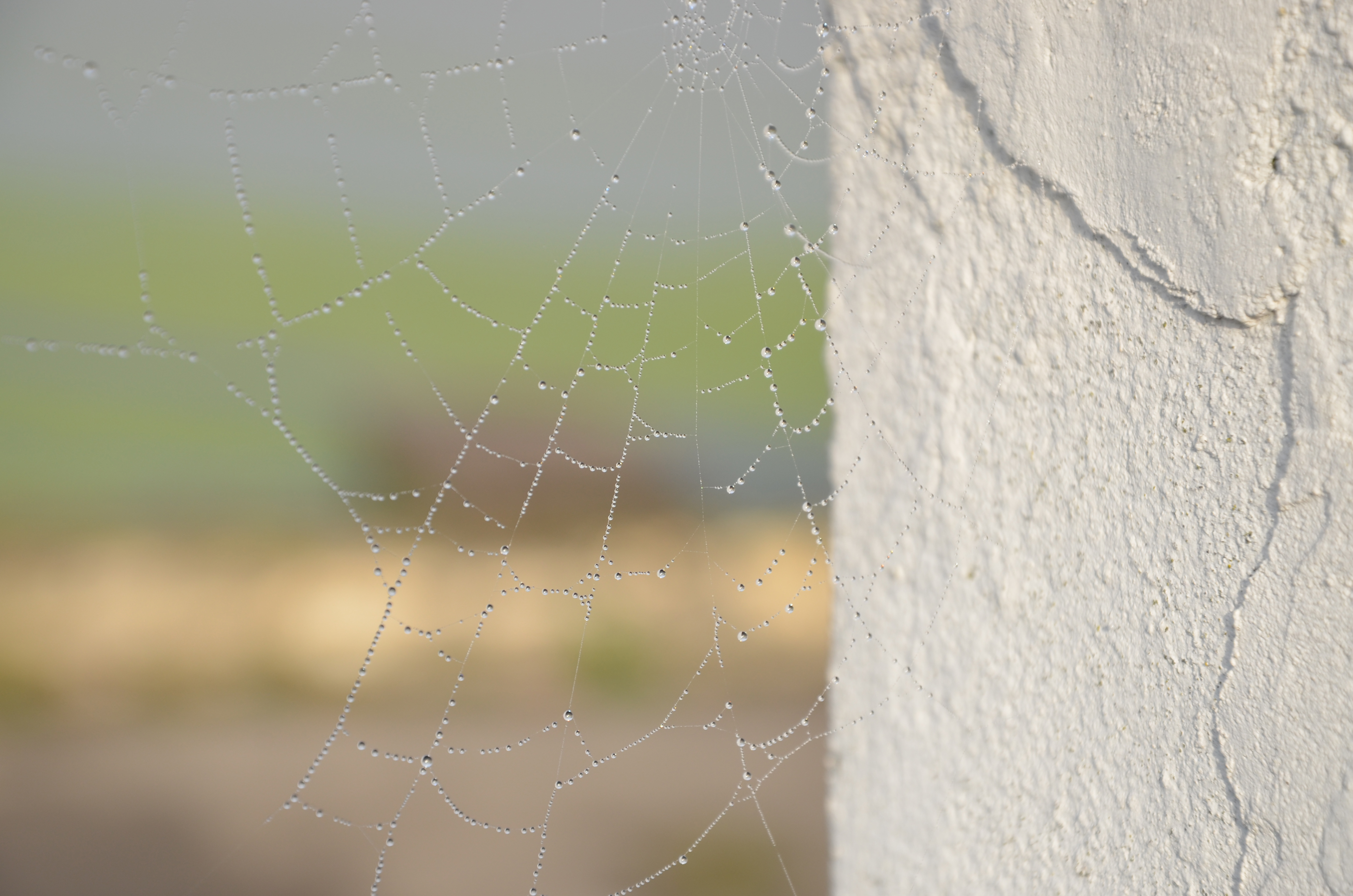
Приклад конденсації — роса на павутинні

Конденса́ція (від лат. condensare — згущувати) — процес переходу газу в рідину внаслідок охолодження або стиснення. Утворена таким чином рідина називається конденсат. Швидкість процесу залежить від зовнішніх умов — в першу чергу тиску і температури. За стабільної температури конденсація відбувається при перевищенні тиску вище тиску насиченої пари за даної температури, за стабільного тиску — при зниженні температури нижче температури конденсації для даного тиску. У випадку водяної пари в повітрі, температура конденсації для даної концентрації пари називається точкою роси.
Конденсація не відбувається при температурі вище критичної — у цьому випадку рідина і пара не мають чіткого розділення, і при збільшенні тиску речовина плавно переходить у надкритичний стан. Якщо температура нижча температури потрійної точки для даної речовини, при збільшенні тиску пара переходить безпосередньо у твердий стан, і таке явище має особливу назву десублімація.
Конденсація в обʼємі газу відбувається за наявності ядер конденсації. Зазвичай у повітрі присутня значна кількість мікроскопічних твердих частинок, тому конденсація починається тоді, коли пара досягає стану насичення. У повітрі, очищеному від таких частинок, тиск насиченої пари може значно перевищувати тиск насичення. Такий стан називається пересиченням пари.
При конденсації виділяється тепло. Питома теплота конденсації за абсолютною величиною дорівнює питомій теплоті пароутворення.

## Історія вивчення
Концепт конденсації описував ще Анаксімен у 6 столітті до н. е. Він вважав, що першоосновою всієї матерії є повітря, а туман, рідини і тверді тіла утворюються за рахунок його конденсації. Втім, він не запропонував гіпотез, чому саме відбувається конденсація, припускаючи, що це відбувається за власною волею матерії. Виходячи з того, що пара гаряча, а лід холодний, він припускав, що конденсація генерує холод (насправді ж, як зараз відомо, навпаки, конденсація генерує тепло). Арістотель же, який жив на 200 років пізніше, навпаки, вважав що тепло і холод є причиною випаровування і конденсації. Важливим розвитком ідеї був розвиток атомізму — такі філософи як Демокріт і Левкіпп вірно припустили, що при конденсації змінюється лише відстань між атомами речовини, тоді як її склад не змінюється. Проте пояснення, чому саме це відбувається вони також не змогли дати. Ця проблема стала ключовою у поясненні конденсації: не було зрозуміло, що утримує атоми газів на відстані, не дає їм зібратися разом і спонтанно зколапсувати, утворюючи рідину.
Арістотель вказував, що мають існувати якісь окремі пустотні сутності (англ. self-determined voids), які тримають на відстані атоми в газах, проте цей підхід не вирішував проблему. Античній філософії було важко знайти рішення, оскільки вважалося, що атоми не рухаються самі по собі — а якщо рух і був, то він був скоріше у формі вібрації на місці. З іншого боку, можливість існування далекодійних сил, які б відштовхували атоми один від одного, також заперечувалася. Проблема пустот між атомами загалом оминалася (деякі середньовічні вчені стверджували, що таких пустот не існує). Декарт стверджував, що простір між атомами заповнений якоюсь легшою речовиною. Ґассенді, базуючись на експериментах з розчинення солі у воді, стверджував що форма атомів не дає їм заповнити простір щільно, і форма пустот визначається формою атомів (і може бути заповненою підхожими атомами іншого роду). Френсіс Бекон вважав, що у різних речовин є різні «природні стани», і хоча їх можна тимчасово перевести в інші, вони будуть «прагнути» повернутися у початковий. Ньютон постулював існування притягування і відштовхування між атомами, і вважав «конденсаційні» і «розріджаючі» сили одними з фундаментальних у природі.
Незважаючи на нерозуміння причин конденсації, вона широко використовувалася: парові машини стали розповсюдженими у 18 столітті, дистиляція у перегонних кубах практикувалася ще у 1200-х рр. до нашої ери.
1662 року Роберт Бойль сформулював перший газовий закон (відомий зараз як закон Бойля — Маріотта), а у 1738 році Даніель Бернуллі сформулював першу кількісну кінетичну теорію газів, де їх властивості виводилися з припущення що гази складаються з частинок які дуже швидко рухаються і не взаємодіють між собою, при чому швидкість руху залежить від температури. Ця теорія правильно пояснила питання пустот між частинками газу, яке дві тисячі років турбувало атомістів. Проте, у 18 столітті кінетична теорія ще не стала загальноприйнятою, а популярним поясненням було відштовхування між атомами, запропоноване Ньютоном. Це відштовхування пов'язували з теплецем — гіпотетичною речовиною, що перетікала від теплих тіл до холодних і відчувалася як температура. Саме наявністю великої кількості теплецю в газах пояснювалося відштовхування його атомів. Теорія теплецю також передбачала збільшення температури при стисканні (та ж кількість теплецю тепер перебувала в меншому об'ємі). Лише наприкінці 19 століття кінетична теорія затвердилася в науці, завдяки роботам багатьох фізиків, в тому числі Джеймса Джоуля, Вільяма Томсона і Рудольфа Клаузіуса.
У 1762 році Джозеф Блек показав, що при таненні і випаровуванні виділяється, а при замерзанні і конденсації поглинається велика кількість теплоти, тобто, відкрив теплоту конденсації та пароутворення.
З давнини людям була відома конденсація речовин, що в нормальних умовах є рідкими, таких як вода чи ртуть. Першим припустив що
повітря також може бути зріджене Гійом Амонтон у 1703 році. 1789 року Лавуаз'є писав, що при достатньому охолодженні атмосферні гази стануть рідинами. 1799 року Мартін ван Марум отримав рідкий аміак стисненням. 1801 року Гаспар Монж і Жан-Франсуа Клуе отримали рідкий діоксид сірки охолодженням. 1823 року Фарадей спростив схему зрідження газів і отримав рідкий хлор, сірководень і діоксид вуглецю. Охолодження проводилося через відкачування пари над рідиною (через що з поверхні рідини весь час йшло випаровування, що призводило до швидкого охолодження, аж допоки рідина не замерзала), тому отримання зріджених газів дозволяло досягати ще нижчих температур. Таким чином було досягнуто температури 170 К, і серед відомих тоді газів не вдавалося зрідити лише кисень, азот, метан, водень, монооксид вуглецю і оксид азоту(I). Ці гази отримали назву перманентних, бо вважалося що їх неможливо зконденсувати. Вперше отримати рідкий кисень зміг Луї-Поль Кайєте у 1877 році.
У 1822 році Шарль Каньяр де Ла-Тур відкрив існування критичної точки, температури, вище якої газ не зріджується за будь-якого тиску. У 1860 цей феномен був перевідкритий Менделєєвим.
Наявність сил притягання між частинками рідини була прийнята ще на початку 19 століття, оскільки вона добре пояснювала поверхневий натяг і капілярні ефекти, але вважалося, що такі сили діють лише на дуже маленькій відстані і не мають значення для газів. Лише у 1873 році Ван дер Ваальс вивів назване на його честь рівняння, яке враховувало сили притягання між частинками газу, а також їх ненульовий розмір, і показав що явище конденсації випливає з цього рівняння.

## Умови конденсації

### Гетерогенна конденсація

Фазова діаграма води

Розрізняють два основних типи конденсації: гомогенна і гетерогенна конденсація. Гетерогенною називають конденсацію, при якій молекули газу падають на якусь поверхню твердого тіла або рідини і притягуються до неї. Якщо цей процес відбувається швидше ніж випаровування з поверхні, то рідина накопичується на поверхні. Для будь-якої температури нижче критичної існує значення тиску при якому газ знаходиться в рівновазі з рідиною (або твердою речовиною) — тобто, кількість молекул, які випаровуються з поверхні рідини і поглинаються нею, однакова. Це значення називається тиск насиченої пари. Відношення тиску пари до тиску насиченої пари називають пересиченням пари (S). Якщо пересичення пари менше одиниці, більше молекул рідини випаровується ніж молекул газу осідає на рідині, і конденсації не відбувається, якщо ж пересичення більше одиниці, то газ буде конденсуватися на поверхні.

Тиск насиченої водяної пари швидко зростає з температурою

При вищих температурах швидкість випаровування рідини з поверхні зростає, тому зростає і тиск, необхідний для початку конденсації. Міжфазна границя на фазовій діаграмі показує тиск, за якого відбувається конденсація за даної температури. Рівняння Клаузіуса — Клайперона пов'язує ці величини:
{\displaystyle {\frac {\mathrm {d} P}{\mathrm {d} T}}={\frac {L}{T\,\Delta V}}},
де {\displaystyle L} — питома теплота випаровування а {\displaystyle \Delta V} — зміна об'єму 1 моля речовини при конденсації.
У припущенні, що питома теплота не залежить від температури, об'єм рідини значно менший за об'єм газу, а газ близький до ідеального, це рівняння можна перетворити на: 
{\displaystyle p(T)\propto e^{\frac {-L}{RT}}}.
Якщо ж врахувати залежність питомої теплоти від температури, залежність стає складнішою:
{\displaystyle p(T)\propto e^{{\frac {-L}{RT}}-{\frac {\Delta C_{p}\ln(T)}{L}}}},
де {\displaystyle \Delta C_{p}} — різниця між теплоємністю при постійному тиску газу і рідини.
В залежності від того, чи змочується матеріал стінки рідиною чи ні, розрізняють плівкову (якщо рідина змочує поверхню) і краплинну (якщо не змочує) конденсації. Плівка рідини в першому випадку створює додатковий термічний опір, тому коефіцієнт теплопередачі є значно вищим при краплинній конденсації, а відповідно вищою є швидкість конденсації (тепло що виділяється при конденсації ефективно відводиться).
У випадку водяної пари в атмосфері і пересичення менше одиниці, замість нього зазвичай використовують показник відносної вологості, який визначається так само: відношення парціального тиску пари до тиску насиченої пари при даній температурі. Таким чином, можна сказати що конденсація на пласку поверхню відбувається при досягненні відносної вологості в 100 %.

#### Ядра конденсації
Практично вся конденсація, яку спостерігається в природі, є гетерогенною, бо навіть коли крапельки нібито виникають в об'ємі газу, як при утворенні хмар, насправді вони утворюються навколо дрібних частинок пилу, солі і тому подібних частинок які завжди присутні в атмосфері. Такі частинки називаються ядрами конденсації. Щоб стати центрами конденсації, частинки мають бути достатньо великими. Для малих частинок ефективне пересичення пари є меншим, оскільки згідно рівняння Кельвіна тиск насиченої пари над поверхнею сферичної краплини швидко зростає при зменшенні радіуса краплини нижче деякого ліміту. З тих же причин над увігнутим меніском у капілярах (при відʼємній кривині поверхні рідини) пересичення пари є більшим ніж над пласкою поверхнею, тобто конденсація відбувається за меншого тиску. Це явище називається капілярна конденсація. Також на пересичення, необхідне для початку конденсації, впливає матеріал ядер конденсації (або поверхні на якій відбувається конденсація), а саме його взаємодія з речовиною газу — вона визначає наскільки ймовірним є «прилипання» молекули газу до поверхні. Також, мають вплив форма і шорсткість поверхні.

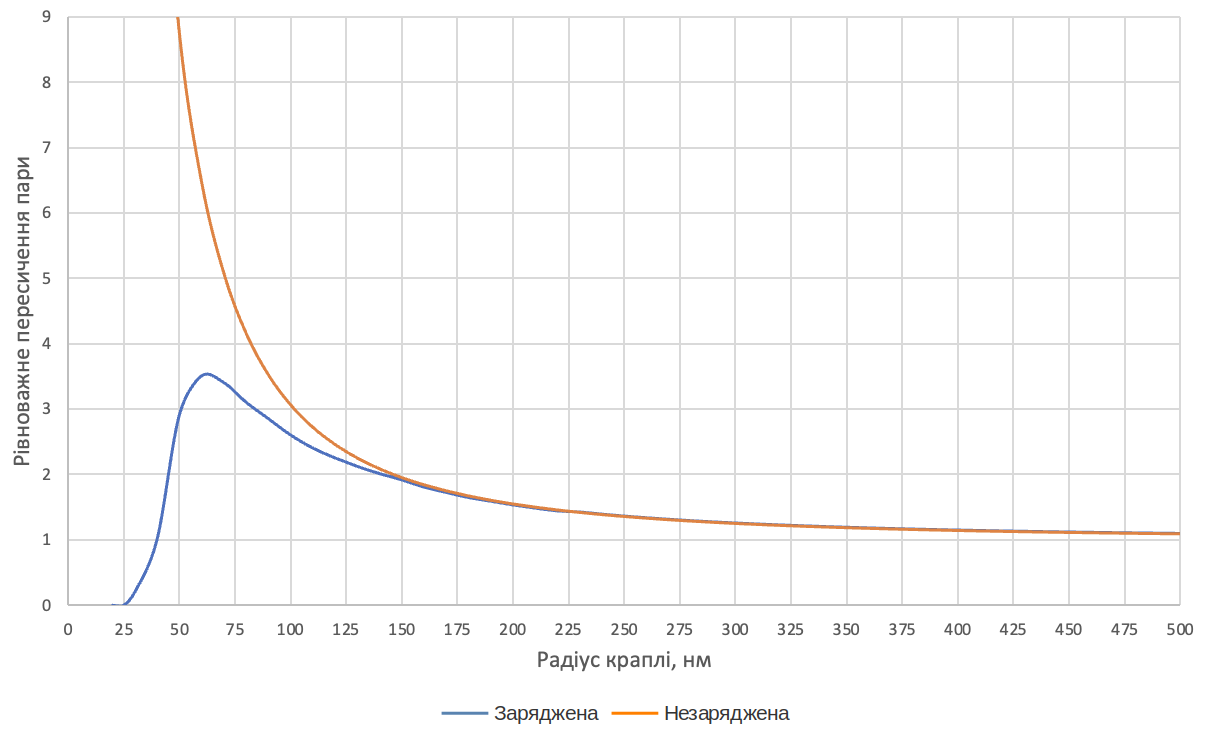
Графіки залежності рівноважного пересичення пари від радіуса краплі для незаряджених крапель і крапель що мають елементарний заряд

Заряд, навіть елементарний, сильно впливає на утворення ядер, тому частинки що містять іони, зазвичай першими стають ядрами конденсації. Якщо частинка є кристаликом солі, то утворена краплина стає концентрованим розчином солі, що через осмотичний тиск збільшує ефективне пересичення (тобто мінімальний розмір ядер конденсації зменшується) — але з ростом краплини і зменшенням концентрації розчину ефект зменшується. Вплив заряду теж сильно впливає на дрібні краплі але мало впливає на більші. Наявність заряду чи осмотичного тиску може опустити рівноважний рівень пересичення нижче одиниці для найдрібніших краплин або дуже концентрованих розчинів.
В природі вплив всіх цих факторів є доволі слабким, і умови при яких відбувається конденсація з високою точністю визначаються температурою і тиском, оскільки в повітрі є достатня кількість різноманітних ядер конденсації для того щоб на деяких з них вона починалася одразу після досягнення парою стану насичення (наприклад, конденсація в хмарах відбувається при пересиченні менше 1,01).

### Гомогенна конденсація
Якщо газ повністю очищений від пилу, іонів і краплинок рідини, то центрами конденсації стають згустки самого газу. У цьому випадку конденсація називається гомогенною. Молекули газу, рухаючись випадковим чином іноді збиваються у конгломерати, які називаються зародками. Концентрація зародків швидко зменшується з їх розміром оскільки вони швидко випаровуються, тому більшість з них має усього кілька молекул. Високий тиск і низька температура сприяють більш активному утворенню і повільному випаровуванню зародків, що дозволяє деяким з них виростати до більших розмірів. Якщо пересичення пари більше за одиницю, то існує деякий критичний розмір при досягненні якого зародки почнуть збільшуватися до перетворення в макроскопічні краплі, проте досягти цього розміру зародки можуть лише при значному пересиченні, коли тиск газу в рази перевищує тиск насиченої пари (4—8 разів для води).
Газ, тиск якого сильно більший за тиск насиченої пари, але який при цьому не конденсується, називається пересиченою або переохолодженою парою.

## Термодинамічний опис

### Рівняння неідеального газу

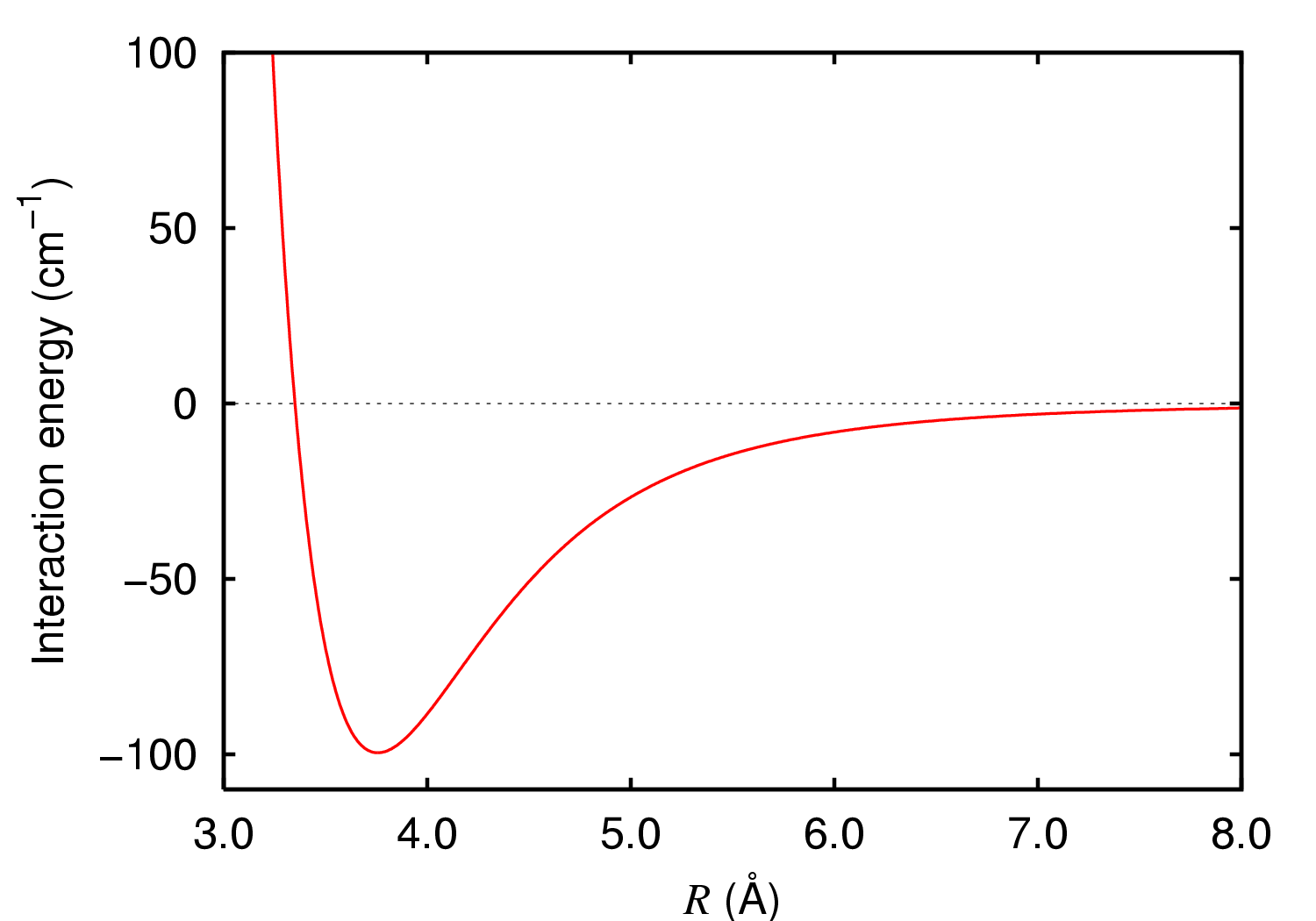
Потенціал Ван-Дер-Ваальса

Ван-дер-Ваальсівські ізотерми для різних значень температури

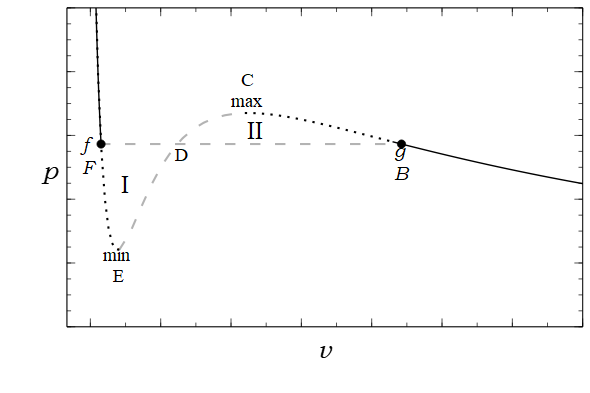
Конструкція Максвелла — площі фігур I та II рівні.

Стан ідеального газу описується рівнянням Клайперона. Графіки ізопроцесів, що описуються ним завжди мають похідні одного знаку — наприклад, при ізотермічному процесі меншому об'єму завжди відповідає більший тиск. Проте модель ідеального газу побудована у припущенні що взаємодії між частинками газу не існує, що не є істиною для реального газу. Взаємодія частинок реального газу включає в себе два важливих компоненти: притягування і відштовхування. Відштовхування дуже сильне на малих відстанях, що змушує частинки розлітатися одна від одної немов більярдні кулі, проте ця компонента дуже швидко спадає до нуля. Притягання є більш далекодійним, тому на відстані більшій за радіус частинки воно починає домінувати, на більших же відстанях обидві компоненти прямують до нуля. Таким чином, на графіку потенціальної енергії утворюється прогин, і мінімум потенціальної енергії досягається при деякій скінченній відстані між частинками.
Існує кілька різних моделей що описують цей потенціал ({\displaystyle a}, {\displaystyle b} в усіх рівняннях — деякі константи, різні для різних газів):
- Рівняння Ван дер Ваальса:

{\displaystyle \left(P+{\frac {N^{2}a}{V^{2}}}\right)(V-Nb)=Nk_{B}T}
- Рівняння Редліха — Квонга

{\displaystyle p={\frac {RT}{V-b}}-{\frac {a}{{\sqrt {T}}V(V+b)}},}
- рівняння Дітерічі

{\displaystyle p={\frac {RT}{V-b}}\exp \left(-{\frac {a}{RTV}}\right)}
та інші. Якісно всі ці моделі подібні.
Якщо побудувати ізотерми реального газу, то за високої температури вони будуть поводити себе подібно до ідеального газу (в тому сенсі що тиск завжди монотонно зростає при зменшенні об'єму і навпаки), проте якщо температура буде нижчою за деяку точку (яку називають критичною температурою для цього газу), то на ізотермі утворюється прогин — і деяким значенням тиску відповідають кілька значень об'єму. Також, існує ділянка ізотерми, на якій тиск зменшується при зменшенні об'єму. На практиці в якийсь момент частина газу перетворюється на рідину, і на графіку утворюється горизонтальна лінія — об'єм зменшується без зміни тиску і температури. Ця ситуація відповідає співіснуванню фаз (газ перетворюється на рідину не весь одразу, а поступово). Тиск при якому це відбувається за даної температури є тиском насиченої пари. Значення тиску насиченої пари визначається за допомогою конструкції Максвелла — принципу, згідно якого площа кривої над горизонтальною лінією, що відповідає тиску насиченої пари і під нею є рівними. Аналогічний прогин є на графіках ізобаричного процесу, і на ньому горизонтальна лінія вказує на температуру конденсації (або, що те саме, температуру кипіння).
Точка на ізотермі що відповідає критичній температурі, в якій похідна кривої стає рівною нулю, відповідає критичному тиску і критичному об'єму (також називається критичною точкою). Згідно закону відповідних станів, якщо записати рівняння стану реального газу, де температура, тиск і об'єм будуть виражені у одиницях критичних величин для даних газів, воно буде виглядати однаково для різних газів (якщо записати це рівняння у звичайних одиницях, там присутні параметри, різні для різних газів). Якщо температура газу вище критичної, прогин не утворюється і різкої зміни станів не відбувається.
При специфічних умовах (відсутність центрів конденсації), тиск газу може бути вищим за тиск своєї насиченої пари (або температура може бути нижчою точки конденсації), без конденсації (такий стан називається переохолоджена пара), що відповідає просуванню по графіку по пунктирній лінії, проте речовина в такому стані є нестабільною.

### Зміни термодинамічних потенціалів
Конденсація є фазовим переходом першого роду, що означає що потенціал Гіббза при цьому має розрив у першій похідній. З цього випливає, що величини які є першою похідною від нього, такі як об'єм, внутрішня енергія, ентропія, ентальпія також різко міняються, що супроводжується виділенням теплоти, яка називається прихованою теплотою. В той же час величини, які є другою похідною потенціалу Гіббза, такі як теплоємність, стисливість, коефіцієнт термічного розширення мають дуже різкий і високий (теоретично — нескінченно високий) пік в районі фазового переходу — при зміні фаз об'єм і внутрішня енергія сильно змінюються при тому що зміни температури на відбувається.
Для багатьох речовин діє емпіричне правило, згідно якому об'єм під час конденсації зменшується приблизно в тисячу разів. Відповідно, кількість мікроскопічних станів у яких може перебувати один моль речовини зменшується в {\displaystyle 1000^{N_{A}}} разів, де NA — число Авогадро. Тоді, за формулою Больцмана {\displaystyle S=k_{B}\ln \Omega }, можна оцінити зміну ентропії при конденсації:
{\displaystyle \Delta S=k_{B}\Delta (\ln \Omega )\approx k_{B}\ln(0.001^{N_{A}})=k_{B}N_{A}\ln 0.001\approx -7R}
де R — газова стала. Таким чином, тепло що виділяється при конденсації дорівнює
{\displaystyle L\approx 7RT_{c}} .
Експериментально виміряні значення трохи більше, і коливаються від 8 до 10. Різниця виникає через вклад сил міжмолекулярного притягання. Цей емпіричний закон називають правилом Трутона. Він діє для багатьох речовин, але важливим виключенням є вода, що має відчутно вищу теплоту конденсації (причиною цього є те що вода — полярна рідина).
На відміну від, наприклад, тверднення, при конденсації не змінюється внутрішня симетрія, тому можливо перетворити газ на рідину уникаючи стрибкоподібної зміни параметрів — обігнувши критичну точку (тобто, нагрівши газ до температури вище критичної, стиснувши його і охолодивши). В такому випадку всі параметри речовини будуть змінюватися плавно, без різкої конденсації.

## Конденсація в природі

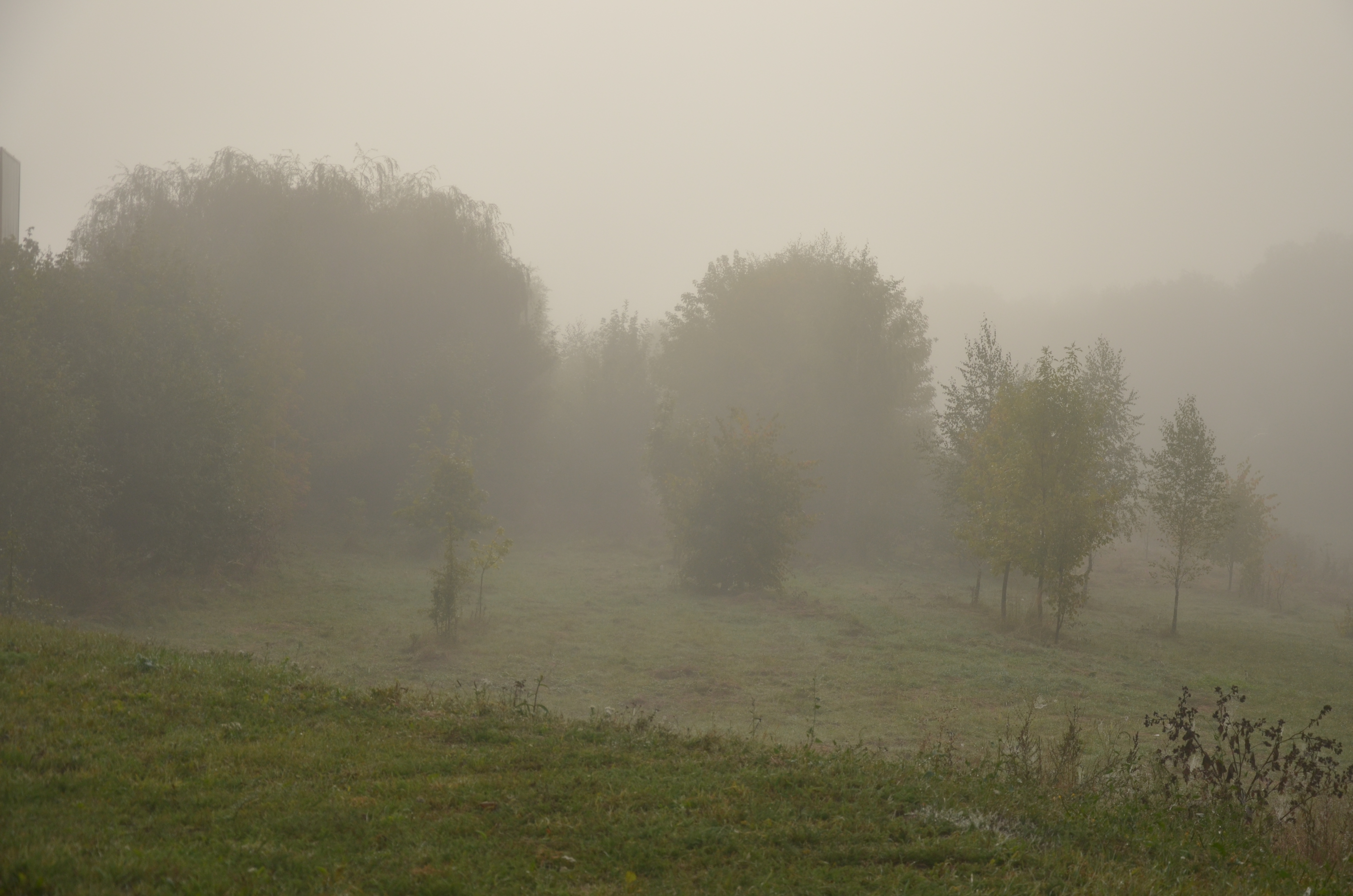
Скупчення продуктів конденсації призводить до виникнення туману

Конденсація є однією з головних складових колообігу води — саме завдяки ній з'являються опади, які повертають на землю воду, яка випарувалася з поверхні водойм. Оскільки при конденсації виділяється, а при випаровуванні поглинається значна кількість тепла, цей процес є важливим також і для атмосферного теплообміну. Прихована теплота що виділяється при конденсації є одним з механізмів виникнення великомасштабних неоднорідностей тиску, які є причиною існування атмосферної циркуляції. Також конденсація є джерелом енергії для тропічних циклонів.

### Точка роси
Для зручності пересичення описується в термінах тиску, хоча в побуті часто звичнішим є опис в термінах температури — пара конденсується, якщо її охолодити до деякої температури. Тиск насиченої пари зменшується при зменшенні температури, тому пара яка не була насиченою при високій температурі стає насиченою при низькій. 
Якщо газ є сумішшю, то під тиском мається на увазі парціальний тиск. Це відноситься і до водяної пари у повітрі.
Водяна пара складає лише кілька відсотків від маси повітря, відповідно і її парціальний тиск є порівняно низьким — а отже і температура конденсації є значно нижчою за 100°C (як при атмосферному тиску). Наприклад, якщо у кубічному метрі повітря міститься 20 грамів пари, її парціальний тиск становить 2,7 кПа, а температура рівноваги з рідиною – усього 22°C.
Температура при якій за даної вологості починається конденсація називається точкою роси. Еквівалентне визначення — температура, при якій відносна вологість повітря що містить дану кількість водяної пари становить 100 %. Назва пов'язана з тим, що часто повітря вдень нагрівається вище цієї температури, а вночі охолоджується, і деяка частина води конденсується на поверхні землі у вигляді роси.
Аналогічно вода може конденсуватися у прохолодних підземних порожнинах порід і ґрунтів. Цей процес є одним з джерел поповнення підземних вод.

### Хмароутворення
Атмосферна конденсація відбувається у хмарах. Тепле і вологе повітря підіймається вгору під час конвективних процесів або у циклонах. При цьому теплообмін відбувається досить повільно, тому можна вважати що повітря при цьому адіабатично розширюється. При цьому падає і тиск і температура, але врахування обох параметрів показує, що відносна вологість зростає. На деякій висоті вона досягає 100 %, і, якщо у атмосфері присутні в достатній кількості ядра конденсації, на них утворюються краплинки води. Найбільш важливими ядрами конденсації для пароутворення є гігроскопічні частинки, такі як мікроскопічні кристали морської солі, що утворюється з бризок води з хвиль, або ж сірчана кислота, що утворюється з двооксиду сірки який виділяється при горінні. Краплі що утворюються таким чином є досить маленькими, радіусом до 20 мікрометрів. Більші краплі утворюються злиттям або при таненні кристалів льоду. 
Повітря може охолоджуватися і неадіабатичним шляхом, наприклад, при контакті з холодною поверхнею або іншими масами повітря. Якщо повітря, що охолоджується, знаходиться біля поверхні землі, то утворюється туман або серпанок.

## Використання конденсації в техніці та хімії
- Конденсація є частиною процесів дистиляції і ректифікації, які використовуються для розділення рідин, або відділення рідини від розчинених у ній домішок. Ці процеси використовуються у харчовій, хімічній, нафтопереробній промисловості, для отримання прісної води з солоної та багатьох інших задач[52][53].
- У парових машинах конденсація є частиною робочого циклу. Парові машини були надзвичайно важливими до 20 століття, використовувалися як в транспорті (пароплави, паровози), так і для виробництва енергії та виконання різноманітної роботи, а пізніше отримали розвиток у вигляді парових турбін, які використовуються у теплових і атомних електростанціях[54].
- У холодильниках і кондиціонерах випаровування робочого тіла відбувається в холодному середовищі, а конденсація — в теплому, за рахунок чого тепло переноситься з холодного в тепле середовище[55][56].
- Вакуумне напилення є способом нанесення плівки з металу або іншого твердого матеріалу на поверхню деталі. Для цього потік частинок газу з речовини, що напилюється, направляється на поверхню. Газ може, в залежності від умов, як одразу переходити в кристалічну форму, так і конденсуватися у тонку плівку рідини, яка потім твердне[57][58].
- Переведення газів в рідку фазу іноді називають скрапленням[59]. У рідкому стані гази займають на кілька порядків менший обʼєм при тому ж тиску, що у деяких випадках є зручнішим для транспортування і використання. Природний газ зріджують для перевезень на танкерах і зберігають у спеціальних теплоізольованих контейнерах при температурі нижче -162°C при атмосферному тиску[60]. Пропан-бутанову суміш можна зріджувати за кімнатної температури при збільшеному тиску, тому її транспортують в рідкому стані в автоцистернах і в балонах до кінцевого споживача[61]. Зріджений аміак використовується як добриво[62].
- Зрідження газів є також способом отримання чистих газів з повітря. Зрідженням і подальшим ректифікаційним очищенням отримують рідкий кисень. Рідкий кисень є дуже ефективним окисником, збільшує здатність багатьох речовин до горіння і використовується як окисник для ракетного палива, автогенного зварювання тощо. Чистий газоподібний кисень, отриманий випаровуванням рідкого, використовується у металургійній, хімічній промисловості, медицині та інших галузях[63].
- У засушливих регіонах використовують конденсаційні колодязі[en] і сучасніші генератори води[en] для збирання вологи з повітря[64]. У вологих районах аналогічні установки використовуються для осушення занадто вологого повітря[65].
- Деякі детектори треків елементарних частинок, такі як камера Вільсона працюють завдяки властивості іонів ставати ядрами конденсації у переохолодженій парі[66].

## Шкідлива конденсація

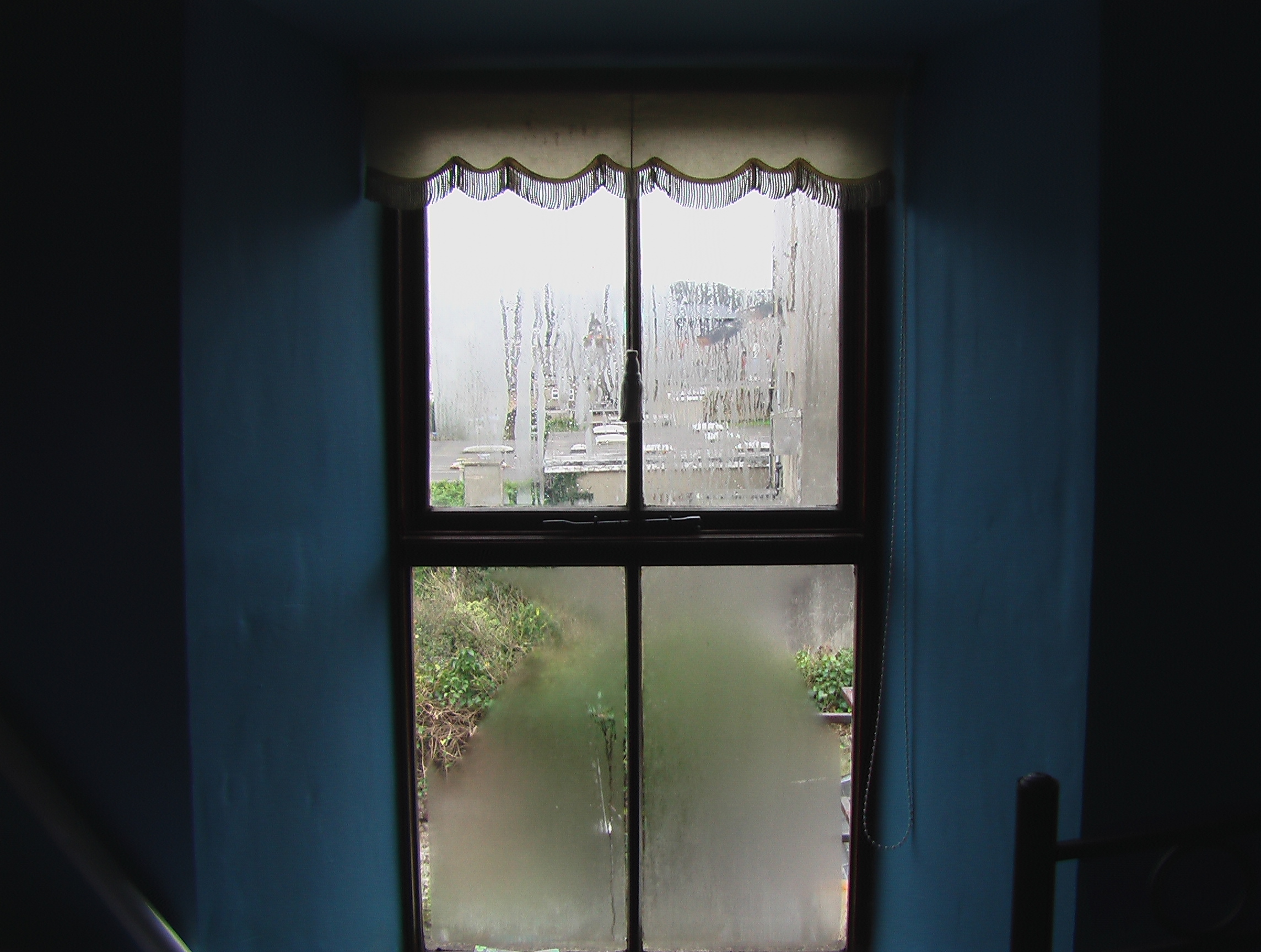
Конденсація на вікні

Іноді конденсація є небажаним явищем. Якщо достатньо вологе повітря падає на холоднішу поверхню, то волога з повітря буде конденсуватися на ній. Наприклад, схожим чином запотівають вікна, коли температура на вулиці менша ніж в приміщенні. Конденсація призводить до появи цвілі в приміщеннях, корозії, запотівання скла і погіршення видимості. Для боротьби з нею використовують підігрів поверхні, на якій утворюється конденсат, стабілізацію температурного режиму, провітрювання, абсорбцію вологи, герметизацію для недопущення потрапляння вологи у пристрій, осушення повітря, спеціальні спреї проти запотівання.